# Octopoteuthis
Genre
Octopoteuthis est un genre de céphalopode de la famille des Octopoteuthidae

## Espèces
- Genre Octopoteuthis
  - Octopoteuthis danae
  - Octopoteuthis deletron
  - Octopoteuthis indica *
  - Octopoteuthis longiptera
  - Octopoteuthis megaptera
  - Octopoteuthis nielseni
  - Octopoteuthis rugosa
  - Octopoteuthis sicula

Les espèces marquées par un astérisque (*) sont sujettes à caution et des études plus poussées doivent être réalisées pour déterminer si ce sont des espèces à part entière ou des synonymes.